# 쩐퐁
쩐퐁(베트남어: Trần Phong / 陳封 진봉, ? ~ 1428년)은 제4차 중국의 베트남 지배 시기의 정치인이다.

## 생애
현재의 베트남 하이즈엉성 찌린현에서 태어났다. 원래는 호 왕조의 장수였으나, 1407년에 명나라가 베트남을 침공했을 때 명나라군의 주장(主將) 장보에게 투항하였다. 호 왕조의 다른 장수인 호도(胡杜)가 수군을 모아 반탄강(盤灘江)을 지키자 쩐퐁은 병사를 이끌고 그를 크게 격파하고 그의 모든 선박을 탈취하였으며, 이어 명나라군을 위해 동조(東潮), 르엉강(諒江) 등 여러 부주(府州)들을 쳐서 떨어뜨렸다. 명나라가 베트남을 점령한 뒤 그 공으로 교주우위지휘동지(交州右衛指揮同知)로 임명되었다. 당시 베트남 각지에서 분분히 병사를 일으켜 명나라의 통치에 저항하자 쩐퐁은 군대를 이끌고 그들을 진압하여 공을 세웠다. 1412년, 교지도지휘절제(交趾都指揮節制)로 승진하였다.
1427년, 레러이가 찔랑-쓰엉강 전투에서 류승, 목성을 격파하고 동관성(東關城)을 지키고 있던 왕통을 포위하였다. 쩐퐁, 도주이쭝, 르엉니으홋 등 베트남인으로서 명나라의 토관으로 일하던 자들은 명나라군이 장차 패배할 것임을 보고 레러이에게 투항하였고, 레러이는 그들의 죄를 사면하였다. 그러나 그들이 이듬해 1428년에 무리를 모아 반란을 꾀하였고, 사람을 명나라에 보내 지원을 요청하였다. 그러나 타이응우옌진(太原鎭)의 상장(上將) 호앙응우옌이(黃原懿)가 그들이 보낸 서신을 중간에 탈취하였고, 전달자를 탕롱으로 압송하였다. 레러이는 서신을 보낸 자를 죽인 뒤 그 일을 규명하려고 하지 않았다. 그러나 이후 공모자 중 한 사람이 레러이에게 밀고하였고, 그가 서술한 내용과 서신의 내용이 일치하자 레러이는 크게 노하여 쩐퐁, 도주이쭝, 르엉니으홋 등을 체포해 주살하였다.

## 같이 보기
- 막투이
- 응우옌후언
- 도주이쭝
- 르엉니으홋
- 팜테깡

## 참고 문헌
- 《大越史記全書·本紀·卷之十》